# Phản ứng dây chuyền
Trong hóa học và vật lý hạt nhân, phản ứng dây chuyền là chuỗi các phản ứng trong đó sản phẩm hoặc sản phẩm phụ của phản ứng này là tác nhân gây ra các phản ứng tiếp theo. Trong một phản ứng dây chuyền, phản hồi tích cực dẫn đến một chuỗi sự kiện tự khuếch đại.
Phản ứng dây chuyền là một cách mà các hệ không ở trạng thái cân bằng nhiệt động có thể giải phóng năng lượng hoặc tăng entropy để đạt trạng thái entropy cao hơn.

Phản ứng phân hạch của urani-235 dưới tác động của neutron, cho ra hai mảnh hạt nhân và các neutron thứ cấp.

## Phản ứng dây chuyền hạt nhân
Ví dụ kinh điển của phản ứng dây chuyền là sự phân hạch của urani-235 (235U) dưới tác động của neutron. Khi một neutron kết hợp với một hạt nhân 235U sẽ vỡ ra (phân hạch), sinh ra các hạt nhân con và cỡ 2–3 neutron mới. Những neutron thứ cấp này nếu gặp được hạt nhân 235U khác thì sẽ gây ra phân hạch hạt nhân urani đó. Tùy theo mức độ để thất thoát neutron mà sẽ có mức độ phản ứng dây chuyền khác nhau. Trong thực tế người ta dùng giá trị định lượng bằng số đặc trưng cho số neutron trung bình gây ra được phản ứng kế tiếp trong khối, và gọi là hệ số nhân neutron hiệu dụng (K).
- Phản ứng dây chuyền tự tắt: có K < 1, số neutron giữ được trong khối và gây phản ứng ít hơn số cần để duy trì như cũ. Các phản ứng xảy ra ở mức "vết", với số lượng tỷ lệ với khối lượng đồng vị phân hạch có trong khối.
- Phản ứng dây chuyền tự duy trì: có K = 1, số neutron giữ được trong khối và gây phản ứng bằng số cần để duy trì phản ứng. Đây là trạng thái cần duy trì trong lò phản ứng hạt nhân.
- Phản ứng dây chuyền bùng nổ: có K > 1, số neutron giữ được trong khối và gây phản ứng lớn hơn số cần để duy trì phản ứng. Có thể đẩy hệ thống thành mất kiểm soát. Được ứng dụng trong bom hạt nhân.

Xác suất để neutron gặp được hạt nhân 235U và gây ra phản ứng dây chuyền tùy thuộc vào các yếu tố khối lượng, mật độ, hình dạng, mức độ làm giàu, độ tinh khiết, nhiệt độ và môi trường xung quanh. Trong số đó, khối lượng có vai trò quan trọng nhất, và khối lượng tối thiểu cần thiết để duy trì phản ứng dây chuyền gọi là khối lượng tới hạn.